# Commanderie de Launay
Pour les articles homonymes, voir Launay.
La commanderie de Launay, dite aussi commanderie de Launay-lès-Sens, est une commanderie de l'ordre de Saint-Jean de Jérusalem, de la langue de France en la paroisse de Saint-Martin-sur-Oreuse (aujourd'hui dans l'Yonne) et a commencé par être un membre de la commanderie de Cerisiers au XIIIe siècle. La réorganisation intervenue à la fin du XVe siècle hisse Launay au rang de commanderie. On lui rattache alors les commanderies de Cerisiers, de Joigny (dite de Saint-Thomas) et des biens situés à Plessis-Saint-Jean et Courroy (issus du l'ordre du Temple).

## Histoire
Primitivement dotée du statut de Maison (XIIIe siècle), elle prend rang de commanderie au XVe siècle. On lui rattache les possessions de l'ordre éparses dans le Sénonais : Plessis-Saint-Jean, Courroy (paroisse de Granges-le-Bocage), Cerisiers, Joigny (anc. Saint-Thomas), Roussemeau. L'autorité de la Maison s'étend sur les hameaux de Launay et de La Borde, et sur une moitié du village de Saint-Martin-sur-Oreuse. À partir du XVIe siècle, la commanderie de Launay est attribuée au prieur de France jusqu'à la Révolution. À partir du XVIe siècle, les revenus sont administrés par un receveur (-fermier) (Gateau, Périllault puis Bertrand). Au XVIe siècle les receveurs Gasteau (famille de Sens) expédiaient du blé à Malte.
À la suite de prêts consentis à Erard de Brienne engagé dans une guerre de succession du comté de Champagne (1215-1221), la Maison de Launay devient suzeraine de la seigneurie voisine de Fleurigny possédée par ledit Erard.
Philippe de Villiers de L'Isle-Adam a été commandeur de Launay avant de poursuivre outremer et de finir à la tête de l'Ordre, lui ménageant une solution de repli à Malte, après la chute de Rhodes et l'exil en Italie. Le frère du cardinal et du duc de Guise viennent mourir dans cette commanderie lors des premiers combats contre les Huguenots. Mais à partir de 1660, elle est désertée par les membres de l'Ordre et habitée par de puissants fermiers-receveurs : les Perillault puis les Bertrand. L'un d'eux dirige les travaux du Canal du Rhône au Rhin. Cette situation perdure jusqu'à la fin de l'Ancien Régime.
Détruite du fait de la Révolution, son portail d'entrée sera démonté pierre à pierre par le marquis Leclerc de Fleurigny et reconstruit à l'entrée du parc du château de Fleurigny durant la restauration. On remarquera que le blason bûché qui somme l'arche du portail a été intentionnellement retourné. Un bâtiment sur place, servant désormais de logis, dont la galerie nord a été récemment close, et des éléments de pièces d'eau.
Le fonds d'archives de la commanderie subsiste aux Archives nationales (série S).